# Megaselia conformis
Megaselia conformis är en tvåvingeart som först beskrevs av Wood 1909.  Megaselia conformis ingår i släktet Megaselia och familjen puckelflugor. Arten är reproducerande i Sverige. Inga underarter finns listade i Catalogue of Life.